# Escurçana gegant d'aigua dolça
L'escurçana gegant d'aigua dolça (Himantura chaophraya) és una espècie de peix pertanyent a la família dels dasiàtids.

## Descripció
- Pot arribar a fer 240 cm de llargària màxima i 600 kg de pes.[3]
- Superfície dorsal del disc de color marró.
- Vàlvula espiral amb 21 voltes.
- Absència d'aleta caudal.
- Cua llarga amb forma de fuet.[4][5][6][7]

## Reproducció
És ovovivípar.

## Alimentació
Menja invertebrats bentònics.

## Hàbitat
És un peix d'aigua dolça i salabrosa, demersal, potamòdrom i de clima tropical (25°N-20°S), el qual habita els fons sorrencs d'estuaris i rius grans.

## Distribució geogràfica
Es troba a les conques dels rius Mekong i Chao Phraya, l'est de Borneo, Nova Guinea i el nord d'Austràlia.

## Ús comercial
Es comercialitza fresc per a consumir-ne la carn i, possiblement també, el cartílag. Els exemplars de grans dimensions es venen en peces tallades d'un kg.

## Estat de conservació
Les seues principals amenaces són la sobrepesca i la contaminació.

## Observacions
És verinós per als humans.